# Руй Патрісіу
Руй Патрісіу (порт. Rui Patrício, нар. 15 лютого 1988, Лейрія) — португальський футболіст, воротар італійської Аталанти та національної збірної Португалії.
У складі збірної Португалії став чемпіоном Європи 2016 року та переможцем Ліги націй УЄФА 2019 року.

## Клубна кар'єра
У ранньому віці Патрісіу грав на позиції нападника. Одного разу він був помічений скаутом лісабонського «Спортінга» і був запрошений в молодіжну академію. Дебют в основній команді відбувся 19 листопада 2006 року в десятому турі чемпіонату Португалії. На виїзді був переграний «Марітіму» з рахунком 0:1. За 15 хвилин до кінця гри Руй відбив пенальті. Це був єдиний матч Патрісіу в цьому сезоні.
Вже з 2007 року молодий гравець став основним голкіпером лісабонської команди.
У сезоні 2010/11 Руй Патрісіу продовжив бути основним воротарем команди, незважаючи на прихід досвідченого німця Тімо Гільдебранда. Загалом був основним голкіпером лісабонського клубу протягом 12-ти сезонів, за які захищав його ворота в 465 матчах в усіх турнірах.
15 травня 2018 був одним із гравців «Спортінга», що постраждали під час нападу на тренувальну базу клубу вболівальників, розчарованих результатами команди в національній першості (3-тє місце). Значною мірою через цей інцидент за два тижні голкіпер запросив трансфер з лісабонського клубу.

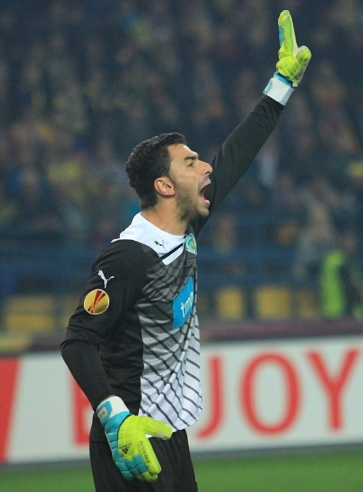
Руй Патрісіу під час виступів за «Спортінг». 2012 рік.

18 червня 2018 року 30-річний гравець уперше в кар'єрі змінив команду, приєднавшись на умовах чотирирічного контракту до англійського «Вулвергемптон Вондерерз», що саме повернувся до Прем'єр-ліги. У новій команді взяв собі незвичний для воротаря 11-ий ігровий номер на знак пошани до багаторічного першого номера «Вулвергемптона» Карла Ікеме, що саме був змушений завершити кар'єру через гострий лейкоз. 11 серпня 2018 року Патрісіу дебютував в англійській Прем'єр-лізі в домашньому матчі проти «Евертона» (2:2). Він зіграв дев'ять «сухих» матчів у дебютному сезоні (клубний рекорд «вовків») і допоміг команді посісти 7 місце та вийти до Ліги Європи. Там у сезоні 2019/20 він дійшов із командою до чвертьфіналу турніру, який став першим єврокубковим чвертьфіналом для клубу з 1972 року.
У липні 2021 року Патрісіу перебрався в італійську «Рому», підписавши контракт на 3 роки. Сума трансферу склала 11,5 млн євро без урахування бонусів. У новому клубі португальський голкіпер взяв перший номер. Дебютував за римлян 19 серпня в першій грі під керівництвом співвітчизника Жозе Моурінью, перемігши з рахунком 2:1 на виїзді турецький «Трабзонспор» у першому матчі плей-оф Ліги конференції УЄФА. Через три дні вперше зіграв у Серії А в домашній грі проти «Фіорентини» (3:1) і загалом за сезон зіграв кожну хвилину усіх матчів у чемпіонаті, що того року ще зумів зробити лише один гравець у Серії А — воротар «Емполі» Гульєльмо Вікаріо. Також Патрісіу відіграв 15 матчів у дебютному розіграші Ліги конференцій, включаючи виграну фінальну гру з «Феєнордом» (1:0) і допоміг команді здобути трофей.
В серпні 2024 року Руй Патрісіу як вільний агент перейшов до італійської «Аталанти», підписавши однорічний контракт.

## Виступи за збірні
2006 року дебютував у складі юнацької збірної Португалії, взяв участь у 10 іграх на юнацькому рівні.
Протягом 2007—2009 років залучався до складу молодіжної збірної Португалії. На молодіжному рівні зіграв у 21 офіційному матчі.
2008 року молодого голкіпера включили до складу національної збірної Португалії для участі в тогорічному чемпіонаті Європи в Австрії та Швейцарії. У матчах чемпіонату на поле не виходив. Дебют у складі основної збірної Португалії відбувся лише двома роками пізніше, у листопаді 2010 року.
Уже на наступному чемпіонаті Європи 2012 року був основним голкіпером португальців, захищав їхні ворота в усіх матчах турніру, який команда залишила після стадії півфіналів, програвши майбутнім чемпіонам — іспанцям.
На чемпіонаті світу 2014 року також розпочинав турнір як основний воротар, проте, пропустивши чотири голи від збірної Німеччина у першій грі групового етапу, отримав травму і в матчах тогорічного мундіалю на поле більше не виходив.

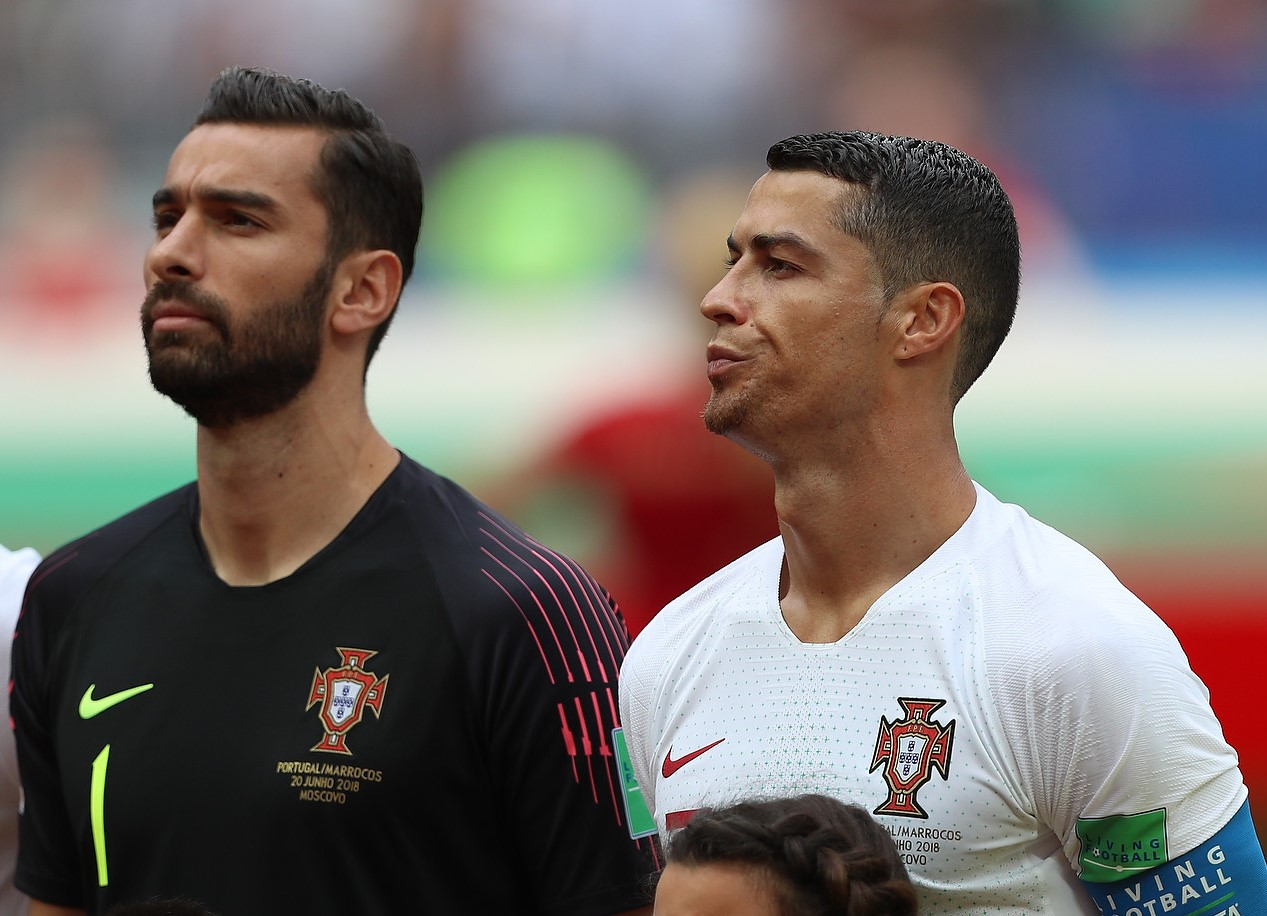
Руй Патрісіу (ліворуч) та Кріштіану Роналду на чемпіонату світу 2018 року.

Був «першим номером» збірної й на чемпіонаті Європи 2016 року у Франції, на якому португальці здобули перший у своїй історії титул континентальних чемпіонів. На турнірі взяв участь в усіх семи матчах своєї команди, у чотирьох з яких лишав свої ворота недоторканими, у тому числі провів «на нуль» фінальну гру проти господарів змагання.
Захищав ворота й у всіх матчах чемпіонату світу 2018 року, де португальці подолали груповий етап, проте завершили виступи на стадії 1/8 фіналу, на якій Патрісіу пропустив два голи від Едінсона Кавані, і його команда поступилася 1:2 уругвайцям. 17 листопада того ж року він вперше став капітаном команди в матчі Ліги націй УЄФА з Італією (0:0).
Влітку наступного року Патрісіу допоміг португальцям виграти Лігу націй УЄФА, обігравши у фіналі турніру збірну Нідерландів (1:0). Цей же матч став для Руя 81-им у футболці збірної, завдяки чому він обійшов Вітора Баїю як воротаря з найбільшою кількістю матчів у збірній Португалії.
У 2021 році Патрісіу був основним воротарем на чемпіонаті Європи 2020 року, зігравши в усіх чотирьох матчах, однак повторити попередній успіх португальцям не вдалось — вони вилетіли вже на стадії 1/8 фіналу.
12 жовтня того ж року, зігравши у матчі кваліфікації до чемпіонату світу 2022 року з Люксембургом (5:0), Патрісіу провів 100-й матч за збірну, ставши лише сьомим португальцем, який досяг цього показника.
| Дата       | Місто                  | Господарі            | Результат               | Гості                | Турнір                               | Голи | Примітки                          |
| ---------- | ---------------------- | -------------------- | ----------------------- | -------------------- | ------------------------------------ | ---- | --------------------------------- |
| 17-11-2010 | Лісабон                | Португалія           | 4 – 0                   | Іспанія              | товариський матч                     | -    | 46'                               |
| 9-2-2011   | Женева                 | Португалія           | 1 – 2                   | Аргентина            | товариський матч                     | -1   | 46'                               |
| 26-3-2011  | Лейрія                 | Португалія           | 1 – 1                   | Чилі                 | товариський матч                     | -1   |                                   |
| 10-8-2011  | Фару                   | Португалія           | 5 – 0                   | Люксембург           | товариський матч                     | -    |                                   |
| 2-9-2011   | Ларнака                | Кіпр                 | 0 – 4                   | Португалія           | товариський матч                     | -    |                                   |
| 7-10-2011  | Порту                  | Португалія           | 5 – 3                   | Ісландія             | Відбір до ЧЄ 2012                    | -3   |                                   |
| 11-10-2011 | Копенгаген             | Данія                | 2 – 1                   | Португалія           | Відбір до ЧЄ 2012                    | -2   |                                   |
| 11-11-2011 | Зениця                 | Боснія і Герцеговина | 0 – 0                   | Португалія           | Відбір до ЧЄ 2012                    | -    |                                   |
| 15-11-2011 | Лісабон                | Португалія           | 6 – 2                   | Боснія і Герцеговина | Відбір до ЧЄ 2012                    | -2   |                                   |
| 29-2-2012  | Варшава                | Португалія           | 1 – 3                   | Туреччина            | товариський матч                     | -3   |                                   |
| 2-6-2012   | Варшава                | Польща               | 0 – 0                   | Португалія           | товариський матч                     | -    |                                   |
| 9-6-2012   | Львів                  | Німеччина            | 1 – 0                   | Португалія           | ЧЄ 2012 - 1-й етап                   | -1   |                                   |
| 13-6-2012  | Львів                  | Данія                | 2 – 3                   | Португалія           | ЧЄ 2012 - 1-й етап                   | -2   |                                   |
| 17-6-2012  | Харків                 | Португалія           | 2 – 1                   | Нідерланди           | ЧЄ 2012 - 1-й етап                   | -1   |                                   |
| 21-6-2012  | Варшава                | Чехія                | 0 – 1                   | Португалія           | ЧЄ 2012 - чвертьфінал                | -    |                                   |
| 27-6-2012  | Донецьк                | Португалія           | 0 – 0 д.ч. (2 - 4 п.п.) | Іспанія              | ЧЄ 2012 - півфінал                   | -    |                                   |
| 7-9-2012   | Люксембург             | Люксембург           | 1 – 2                   | Португалія           | Відбір до ЧС 2014                    | -1   |                                   |
| 11-9-2012  | Брага (Португалія)     | Португалія           | 3 – 0                   | Азербайджан          | Відбір до ЧС 2014                    | -    |                                   |
| 12-10-2012 | Москва                 | Росія                | 1 – 0                   | Португалія           | Відбір до ЧС 2014                    | -1   |                                   |
| 16-10-2012 | Порту                  | Португалія           | 1 – 1                   | Північна Ірландія    | Відбір до ЧС 2014                    | -1   |                                   |
| 22-3-2013  | Тель-Авів-Яфо          | Ізраїль              | 3 – 3                   | Португалія           | Відбір до ЧС 2014                    | -3   |                                   |
| 26-3-2013  | Баку                   | Азербайджан          | 0 – 2                   | Португалія           | Відбір до ЧС 2014                    | -    |                                   |
| 7-6-2013   | Лісабон                | Португалія           | 1 – 0                   | Росія                | Відбір до ЧС 2014                    | -    |                                   |
| 6-9-2013   | Белфаст                | Північна Ірландія    | 2 – 4                   | Португалія           | Відбір до ЧС 2014                    | -2   |                                   |
| 11-9-2013  | Фоксборо (Массачусетс) | Бразилія             | 3 – 1                   | Португалія           | товариський матч                     | -3   |                                   |
| 11-10-2013 | Лісабон                | Португалія           | 1 – 1                   | Ізраїль              | Відбір до ЧС 2014                    | -1   |                                   |
| 15-10-2013 | Коїмбра                | Португалія           | 3 – 0                   | Люксембург           | Відбір до ЧС 2014                    | -    |                                   |
| 15-11-2013 | Лісабон                | Португалія           | 1 – 0                   | Швеція               | Відбір до ЧС 2014                    | -    |                                   |
| 19-11-2013 | Стокгольм              | Швеція               | 2 – 3                   | Португалія           | Відбір до ЧС 2014                    | -2   |                                   |
| 11-6-2014  | Іст-Ратерфорд          | Португалія           | 5 – 1                   | Ірландія             | товариський матч                     | -1   |                                   |
| 16-6-2014  | Салвадор               | Німеччина            | 4 – 0                   | Португалія           | ЧС 2014 - 1-й етап                   | -4   |                                   |
| 7-9-2014   | Авейру                 | Португалія           | 0 – 1                   | Албанія              | Відбір до ЧЄ 2016                    | -1   |                                   |
| 11-10-2014 | Сен-Дені               | Франція              | 2 – 1                   | Португалія           | товариський матч                     | -2   |                                   |
| 14-10-2014 | Копенгаген             | Данія                | 0 – 1                   | Португалія           | Відбір до ЧЄ 2016                    | -    |                                   |
| 14-11-2014 | Фару                   | Португалія           | 1 – 0                   | Вірменія             | Відбір до ЧЄ 2016                    | -    |                                   |
| 29-3-2015  | Лісабон                | Португалія           | 2 – 1                   | Сербія               | Відбір до ЧЄ 2016                    | -1   |                                   |
| 13-6-2015  | Єреван                 | Вірменія             | 2 – 3                   | Португалія           | Відбір до ЧЄ 2016                    | -2   |                                   |
| 4-9-2015   | Лісабон                | Португалія           | 0 – 1                   | Франція              | товариський матч                     | -1   |                                   |
| 7-9-2015   | Ельбасан               | Албанія              | 0 – 1                   | Португалія           | Відбір до ЧЄ 2016                    | -    |                                   |
| 8-10-2015  | Брага (Португалія)     | Португалія           | 1 – 0                   | Данія                | Відбір до ЧЄ 2016                    | -    | 83'                               |
| 11-10-2015 | Белград                | Сербія               | 1 – 2                   | Португалія           | Відбір до ЧЄ 2016                    | -1   |                                   |
| 14-11-2015 | Краснодар              | Росія                | 1 – 0                   | Португалія           | товариський матч                     | -1   |                                   |
| 29-3-2016  | Лейрія                 | Португалія           | 2 – 1                   | Бельгія              | товариський матч                     | -1   |                                   |
| 2-6-2016   | Лондон                 | Англія               | 1 – 1                   | Португалія           | товариський матч                     | -1   |                                   |
| 8-6-2016   | Лісабон                | Португалія           | 7 – 0                   | Естонія              | товариський матч                     | -    |                                   |
| 14-6-2016  | Сент-Етьєн             | Португалія           | 1 – 1                   | Ісландія             | ЧЄ 2016 - 1-й етап                   | -1   |                                   |
| 18-6-2016  | Париж                  | Португалія           | 0 – 0                   | Австрія              | ЧЄ 2016 - 1-й етап                   | -    |                                   |
| 22-6-2016  | Десін-Шарп'є           | Угорщина             | 3 – 3                   | Португалія           | ЧЄ 2016 - 1-й етап                   | -3   |                                   |
| 25-6-2016  | Ланс                   | Хорватія             | 0 – 1 д.ч.              | Португалія           | ЧЄ 2016 - 1/8 фіналу                 | -    |                                   |
| 30-6-2016  | Марсель                | Польща               | 1 – 1 (3 - 5 п.п.)      | Португалія           | ЧЄ 2016 - чвертьфінал                | -1   |                                   |
| 6-7-2016   | Десін-Шарп'є           | Португалія           | 2 – 0                   | Уельс                | ЧЄ 2016 - півфінал                   | -    |                                   |
| 10-7-2016  | Сен-Дені               | Португалія           | 1 – 0 д.ч.              | Франція              | ЧЄ 2016 - Фінал                      | -    | 120' — 1-й титул чемпіонів Європи |
| 6-9-2016   | Базель                 | Швейцарія            | 2 – 0                   | Португалія           | Відбір до ЧС 2018                    | -2   |                                   |
| 7-10-2016  | Авейру                 | Португалія           | 6 – 0                   | Андорра              | Відбір до ЧС 2018                    | -    |                                   |
| 10-10-2016 | Торсгавн               | Фарерські острови    | 0 – 6                   | Португалія           | Відбір до ЧС 2018                    | -    |                                   |
| 13-11-2016 | Фару                   | Португалія           | 4 – 1                   | Латвія               | Відбір до ЧС 2018                    | -1   |                                   |
| 25-3-2017  | Лісабон                | Португалія           | 3 – 0                   | Угорщина             | Відбір до ЧС 2018                    | -    |                                   |
| 3-6-2017   | Ештуріл                | Португалія           | 4 – 0                   | Кіпр                 | товариський матч                     | -    |                                   |
| 9-6-2017   | Рига                   | Латвія               | 0 – 3                   | Португалія           | Відбір до ЧС 2018                    | -    |                                   |
| 18-6-2017  | Казань                 | Португалія           | 2 – 2                   | Мексика              | Кубок Конфедерацій                   | -2   |                                   |
| 21-6-2017  | Москва                 | Росія                | 0 – 1                   | Португалія           | Кубок Конфедерацій                   | -    |                                   |
| 24-6-2017  | Санкт-Петербург        | Нова Зеландія        | 0 – 4                   | Португалія           | Кубок Конфедерацій                   | -    |                                   |
| 28-6-2017  | Казань                 | Португалія           | 0 – 0 д.ч. (0 – 3 п.п.) | Чилі                 | Кубок Конфедерацій                   | -    |                                   |
| 2-7-2016   | Москва                 | Португалія           | 2 – 1 д.ч.              | Мексика              | Кубок Конфедерацій                   | -1   |                                   |
| 31-8-2017  | Порту                  | Португалія           | 5 – 1                   | Фарерські острови    | Відбір до ЧС 2018                    | -1   |                                   |
| 3-9-2017   | Будапешт               | Угорщина             | 0 – 1                   | Португалія           | Відбір до ЧС 2018                    | -    |                                   |
| 7-9-2017   | Андорра-ла-Велья       | Андорра              | 0 – 2                   | Фарерські острови    | Відбір до ЧС 2018                    | -    |                                   |
| 10-9-2017  | Лісабон                | Португалія           | 2 – 0                   | Швейцарія            | Відбір до ЧС 2018                    | -    |                                   |
| 7-6-2018   | Лісабон                | Португалія           | 3 – 0                   | Алжир                | товариський матч                     | -    |                                   |
| 15-6-2018  | Сочі                   | Португалія           | 3 – 3                   | Іспанія              | ЧС 2018 - 1-й етап                   | -3   |                                   |
| 20-6-2018  | Москва                 | Португалія           | 1 – 0                   | Марокко              | ЧС 2018 - 1-й етап                   | -    |                                   |
| 25-6-2018  | Саранськ               | Іран                 | 1 – 1                   | Португалія           | ЧС 2018 - 1-й етап                   | -1   |                                   |
| 30-6-2018  | Сочі                   | Уругвай              | 2 – 1                   | Португалія           | ЧС 2018 - 1/8 фіналу                 | -2   |                                   |
| 6-9-2018   | Лісабон                | Португалія           | 1 – 1                   | Хорватія             | товариський матч                     | -1   |                                   |
| 10-9-2018  | Лісабон                | Португалія           | 1 – 0                   | Італія               | Ліга націй УЄФА 2018-2019 - 1-й етап | -    |                                   |
| Усього     |                        | Матчів               | 75                      |                      | Голів                                | -66  |                                   |

## Досягнення
«Спортінг»

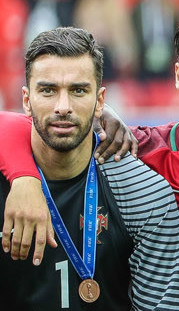
Руй Патрісіу на нагородженні бронзовими медалями Кубка конфедерацій 2017 року.

- Володар Кубка Португалії (3): 2006/07,2007/08, 2014/15
- Володар Суперкубка Португалії: 2007, 2008, 2015
- Володар Кубка португальської ліги: 2017/18

«Рома»
- Переможець Ліги конференцій УЄФА: 2021/22

Збірна Португалії
- Чемпіон Європи: 2016
- Переможець Ліги націй УЄФА: 2018/19
- Бронзовий призер чемпіонату Європи: 2012
- Бронзовий призер Кубка конфедерацій: 2017

### Індивідуальні
- Найкращий молодий гравець місяця Португальської ліги[en]: січень 2008, квітень 2009, листопад 2010, березень 2011, квітень 2011
- Найкращий гравець місяця Португальської ліги[en]: квітень 2011
- Найкращий воротар Португальської ліги[en]: 2011/12, 2015/16
- У символічній збірній чемпіонату Європи: 2016[20]
- У символічній збірній Португальської ліги: 2017[21]
- У символічній збірній Ліги Європи УЄФА: 2017/18[22]
- Футболіст року у «Спортінгу»: 2011, 2012